# Neo Security
 (février 2011).
Si vous disposez d'ouvrages ou d'articles de référence ou si vous connaissez des sites web de qualité traitant du thème abordé ici, merci de compléter l'article en donnant les références utiles à sa vérifiabilité et en les liant à la section « Notes et références ».
Pour les articles homonymes, voir Neo.

Neo Security est le deuxième groupe français de sécurité, créé en 2009, il dispose d'un réseau de 40 agences et antennes en France pour environ 5 000 agents.

## Historique
L'entreprise est créée au début 2009 après le rachat par Jean-Michel Houry des filiales françaises de G4S. Le groupe employant alors environ 5 000 personnes met en place dans les mois qui suivent un plan social aboutissant à la suppression de 798 postes d'agents et employés.
Le 25 avril 2012, Neo Security vient de se déclarer en cessation de paiements.
Le 26 avril 2012, l'État serait disposé à faire un effort financier supplémentaire pour sauver les 5 000 emplois et assurer la pérennité de l'activité du groupe.
Le 3 mai, le tribunal de commerce de Paris a validé le retrait de la demande de cessation de paiement du groupe,Jean-Michel Houry démissionne dans la foulée.
Le 18 juin, Neo Security se déclare de nouveau en cessation de paiement, et dès le lendemain en liquidation avec poursuite d'activité jusqu'au 31 juillet 2012.
Les informations dans la presse et du côté des syndicats indiquent un redressement judiciaire mais c'est pourtant bel et bien une liquidation.
Trois repreneurs se présentent :
- Alyan
- Fiducial
- G4S (juste pour le contrat de l'ambassade américaine)

Le 6 juillet, Fiducial retire son offre faute d'obtenir une aide de l'état mais revient dans la course le 12 juillet. Alyan retire son offre le 12 juillet et deux autres repreneurs, Caravelle et Sofinord se déclarent intéressés.
Le 23 juillet 2012, Caravelle retire son offre. Fiducial et Sofinord sont les deux derniers candidats potentiels pour la reprise de l'entreprise. G4S de son côté est candidat à la reprise du contrat de la surveillance de l'ambassade des États-Unis. L'offre de Fiducial, compatible avec celle de G4S sauvegarderait 3 140 emplois contre 2 180 pour l'offre de Sofinord. La reprise par cette dernière est autorisée par la tribunal de Commerce de Paris le 3 août 2012. Neo Security disparaît le 1er septembre 2012, racheté par Fiducial Private Security.

## Activités du groupe
- Surveillance humaine et électronique
- Sécurité mobile
- Sécurité incendie
- Sureté aéroportuaire et portuaire
- Multiservices à l'entreprise
- Protection rapprochée
- Détournement de fonds privées